# Jules Ottenstadion
Het Jules Ottenstadion was een voetbalstadion in Gentbrugge, een deelgemeente van de Belgische stad Gent. Het was het thuisstadion van voetbalclub KAA Gent en bood plaats aan 12.919 toeschouwers. In de volksmond noemde men het stadion kortweg Ottenstadion. Het stadion lag in het midden van een residentiële buurt aan de Bruiloftstraat in Gentbrugge. De club verhuisde na het seizoen 2012-2013 naar de Ghelamco Arena.

## Geschiedenis
Het stadion werd gebouwd in 1920 en werd op 22 augustus van datzelfde jaar ingehuldigd door de toenmalige Belgische kroonprins Leopold. Het stadion is genoemd naar Jules Otten, toenmalig schatbewaarder van de club en een van de grondleggers van KAA Gent, dat toen nog La Gantoise heette.
In september 2008 werd aan de Ottergemsesteenweg in Gent de bouw van een nieuw stadion aangevat, de Ghelamco Arena, in de volksmond het Arteveldestadion. De ingebruikname van Den Art, zoals het nieuwe stadion liefkozend werd genoemd, was aanvankelijk gepland voor het voetbalseizoen 2007/2008, maar werd uiteindelijk uitgesteld tot 2013.

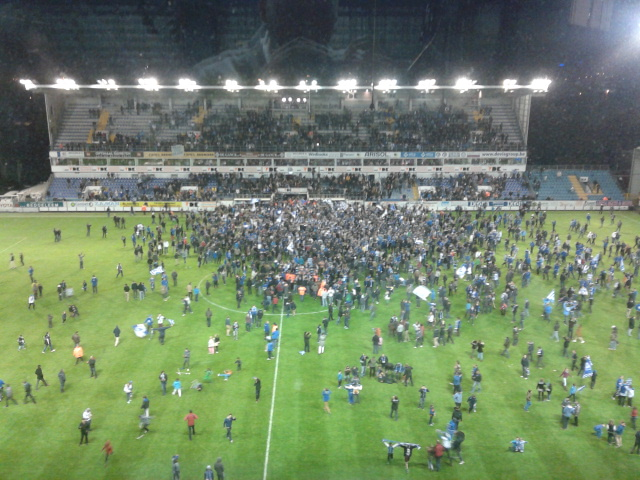
De KAA Gent-supporters bestormen het veld na de allerlaatste wedstrijd in het Ottenstadion. Foto genomen vanuit de omroepcabine in tribune 3.

KAA Gent speelde er zijn laatste officiële wedstrijd op 23 mei 2013 tegen Standard. Gent won deze wedstrijd met 1-0. Na de allerlaatste ereronde van de spelers in het Jules Ottenstadion, bestormden duizenden supporters het veld om, voor velen de eerste en laatste keer, het "Heilige Gras" te voelen. Velen namen een stukje graszoden mee als herinnering aan het stadion.
Dinsdag 10 september 2013 werd met de sloop begonnen. Tegenwoordig is er niks meer te zien van het stadion. Wel zijn er een aantal interviews afgelegd om de belevenissen van de supporters en buurtbewoners te documenteren. Dit erfgoedproject werd door het STAM en de vzw voetbal in de stad mogelijk gemaakt.
Het Jules Ottenstadion zal plaats maken voor een woonwijk. In 2022, acht jaar na de sloop van het stadion, werd er een compromis gemaakt voor de bouw van de nieuwe Ecowijk Gantoise.
Olympisch Stadion · Royal Beerschot Tennis & Hockey Club · Stadion Broodstraat · Garden City Velodroom · IJspaleis · Merksem · Middelheimpark · Nachtegalenpark · Schietbaan Kiel · Zoo van Antwerpen · Zwemstadion · Dudenparkstadion · Hoogboom Country Club · Jules Ottenstadion · Kamp van Beverlo · Oostende · Tuin van het Egmontpaleis · Wellingtonrenbaan · Zeekanaal Brussel-Schelde · Buiten-IJ